# ACO1
ACO1‏ (Aconitase 1) هوَ بروتين يُشَفر بواسطة جين ACO1 في الإنسان.